# フリオ・バラサ
フリオ・エドゥアルド・バラサ（Julio Eduardo Barraza, 1980年4月3日 - ）は、アルゼンチン・サンタフェ出身の元サッカー選手。現役時代のポジションはディフェンダー。

## 経歴
1996年にCAバンフィエルドの下部組織に加入し、2000年にトップチームデビューした。アペルトゥーラ2009ではクラブ初のリーグ優勝を果たし、2011年までにリーグ戦183試合・公式戦200試合以上に出場した。2011年、CAコロンに移籍した。

## タイトル

### クラブ
CAバンフィエルド
- プリメーラ・ディビシオン : 2009-10A